# 孔繁昌
孔繁昌（？—？），字仲光，贵州貴筑縣（今貴陽市）人，祖籍山東曲阜，清朝政治人物，以解元中進士。
光緒十四年（1888年）戊子科貴州鄉試第一名舉人。光绪十五年（1889年）己丑科進士，二甲八十四名，同年五月，改翰林院庶吉士，光緒十八年五月，散館，著以知县即用，授山西臨縣知縣。